# 普法科芬
普法科芬是德国巴伐利亚州的一个市镇。总面积15.29平方公里，总人口1578人，其中男性801人，女性777人（2011年12月31日），人口密度103人/平方公里。